# Vientos alisios

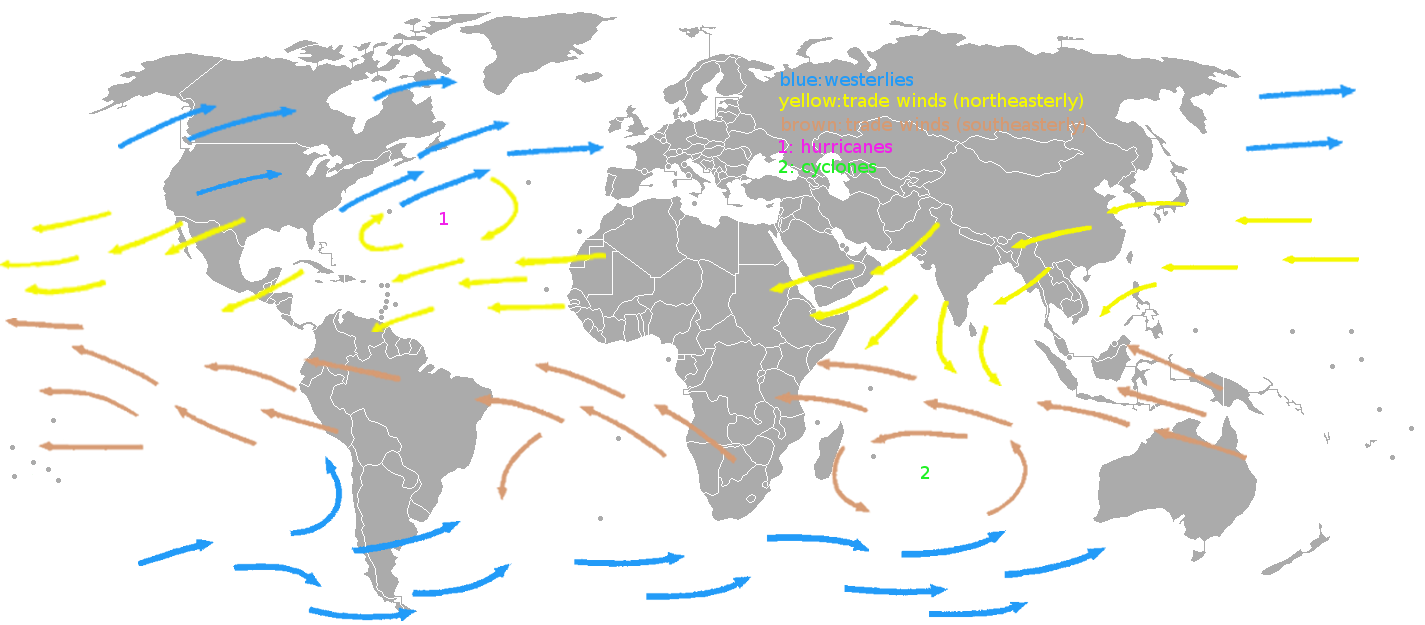
Mapamundi de los vientos. En amarillo los alisios del norte y en marrón los alisios del sur.

Los vientos alisios (Trade winds o Easterlies en inglés) son vientos que soplan de manera regular de este a oeste desde las altas presiones subtropicales (cresta subtropical) hacia las bajas presiones ecuatoriales (zona de convergencia intertropical), entre los 30 grados norte y 30 grados  sur. En el hemisferio norte soplan de noreste a suroeste y en el hemisferio sur de sureste a noroeste. Los vientos alisios se extienden desde el nivel del mar hasta los 1500 o 2000 metros sobre el nivel del mar. A partir de 6000 m de altitud se invierte la dirección de los vientos. Soplan de manera relativamente constante en verano (hemisferio norte) y menos en invierno.
El movimiento de rotación de la Tierra desvía a los alisios hacia el occidente, y por ello soplan del noreste (NE) al suroeste (SO) en el hemisferio norte y del sureste (SE) hacia el noroeste (NO) en el hemisferio sur. Las épocas en las que los alisios soplan con menor intensidad constituyen un peligro, especialmente para los veleros.

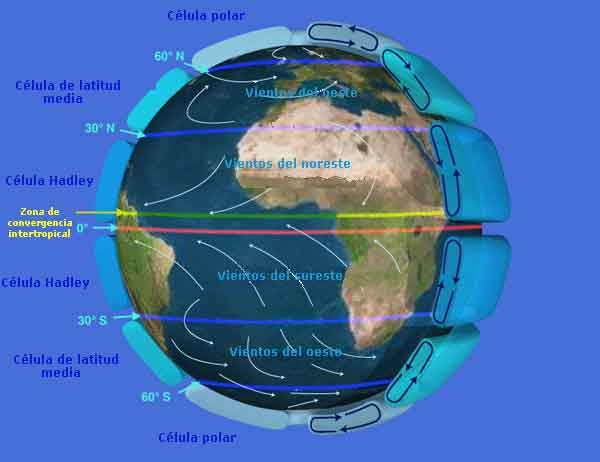
Circulación general en la atmósfera terrestre. La célula de Hadley, la célula de Ferrell y la célula polar. Los vientos alisios se muestran procedentes de las latitudes subtropicales soplando hacia el ecuador, siendo modificados hacia el occidente por la rotación terrestre.

En el ecuador se produce un ascenso masivo de aire cálido, originando una zona de bajas presiones que viene a ser ocupada por otra masa de aire que proporcionan los alisios. Las masas de aire caliente que ascienden, se van enfriando paulatinamente y se dirigen a bastante altura en sentido contrario a los alisios, hacia las latitudes subtropicales, de donde proceden estos. Los vientos alisios forman parte de la circulación de Hadley que transporta el calor desde las zonas ecuatoriales hasta las subtropicales reemplazando el aire caliente por aire más frío de las latitudes superiores. Como ya se ha dicho, la rotación terrestre es la que produce la desviación hacia el occidente de estos vientos, desviación que se conoce como la fuerza o efecto Coriolis.
La convergencia de los vientos alisios de ambos hemisferios da origen a la zona de convergencia intertropical (ZCIT) o simplemente convergencia intertropical (CIT).

## Etimología
La raíz latina alis se usó en francés del siglo XIII para calificar el «carácter liso, delicado, amable de estos vientos mesurados que soplan con regularidad, sin violencia, más o menos lánguidos o vigorosos dependiendo de la estación del año».

## Historia

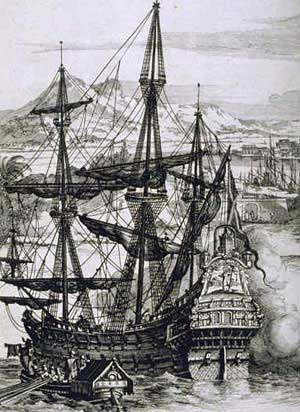
Un galeón español, de la época de la navegación a vela que utilizaban el conocimiento de los vientos alisios para encontrar su rumbo.

El término en inglés deriva originalmente del sentido de comercio ("trade") de principios del siglo XIV que aún significa a menudo "camino" o "pista". Los portugueses reconocieron la importancia de los vientos alisios, conocido por ellos entonces como la Volta do mar (en portugués, "vuelta del mar"), en la navegación tanto en el norte como en el sur del océano Atlántico ya en el siglo XV. Desde África occidental, los portugueses tenían que navegar alejándose del África continental, es decir, hacia el oeste y el noroeste. Luego podían girar hacia el noreste, hacia la zona de las islas Azores, y finalmente hacia el este, hacia la Europa continental. También aprendieron que, para llegar a Sudáfrica, debían adentrarse en el océano, dirigirse a Brasil y, alrededor de los 30°S, volver a dirigirse al este, lo que se debe a que seguir la costa africana hacia el sur significa navegar contra el viento en el hemisferio sur. 
En el océano Pacífico, la circulación completa de los vientos, que incluía tanto los vientos alisios de levante como los vientos de poniente de mayor latitud, fue desconocida por los europeos hasta el viaje de Andrés de Urdaneta en 1565.
El capitán de un barco de vela busca un rumbo a lo largo del cual se pueda esperar que los vientos soplen en la dirección del viaje. Durante la Época de la Vela, el patrón de vientos dominantes facilitó o dificultó el acceso a diversos puntos del globo, por lo que tuvo un efecto directo en la construcción del imperio europeo y, por tanto, en la geografía política moderna. Por ejemplo, los galeones de Manila no podían navegar en absoluto contra el viento.

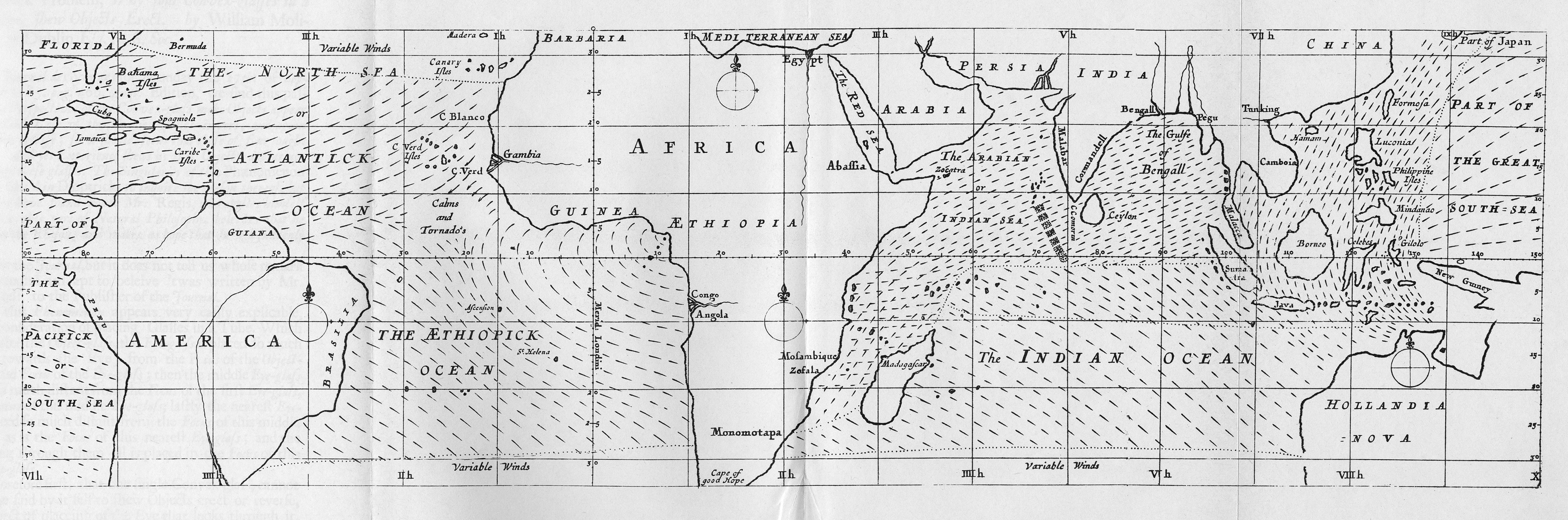
Edmond Halley's map of the trade winds, 1686

En el siglo XVIII, la importancia de los vientos alisios para la flota mercante de Inglaterra para cruzar el océano Atlántico había llevado tanto al público en general como a los etimólogos a identificar el nombre con un significado posterior de "comercio": "comercio (exterior)". Entre 1847 y 1849, Matthew Fontaine Maury recopiló suficiente información para crear cartas de vientos y corrientes para los océanos del mundo.

## Causa

Mapa 3D que muestra las células de Hadley en relación con los vientos alisios en la superficie.

Como parte de la célula de Hadley, el aire en superficie fluye hacia el ecuador mientras que el flujo en altura se dirige hacia el polos. Una zona de bajas presiones de vientos tranquilos y ligeros y variables cerca del ecuador se conoce como zona de convergencia intertropical, depresión cercana al ecuador, frente intertropical, o la zona de convergencia intertropical. Cuando se encuentra dentro de una región monzónica, esta zona de baja presión y convergencia de vientos también se conoce como vaguada monzónica. Alrededor de los 30° en ambos hemisferios, el aire comienza a descender hacia la superficie en cinturones de altas presiones subtropicales conocidas como dorsales subtropicales. El aire subsidente (que se hunde) es relativamente seco porque, a medida que desciende la temperatura aumenta, pero el contenido de humedad se mantiene constante, lo que disminuye la humedad relativa de la masa de aire. Este aire cálido y seco se conoce como masa de aire superior y normalmente reside por encima de una masa de aire tropical marítima (cálida y húmeda). El aumento de la temperatura con la altura se conoce como inversión térmica. Cuando se produce dentro de un régimen de vientos alisios, se conoce como inversión de vientos alisios.
El aire en la superficie terrestre que fluye desde estos cinturones de altas presiones subtropicales hacia el Ecuador es desviado hacia el oeste en ambos hemisferios por el efecto Coriolis. Estos vientos soplan predominantemente del noreste en el hemisferio norte y del sureste en el hemisferio sur. Dado que los vientos reciben su nombre por la dirección desde la que sopla el viento, estos vientos se denominan alisios del noreste en el hemisferio norte y alisios del sureste en el hemisferio sur. Los vientos alisios de ambos hemisferios confluyen en la zona de convergencia intertropical.
Al soplar sobre las regiones tropicales, las masas de aire se calientan sobre las latitudes más bajas debido a la luz solar más directa. Las que se desarrollan sobre tierra (continentales) son más secas y calientes que las que se desarrollan sobre los océanos (marítimas), y viajan hacia el norte en la periferia occidental de la dorsal subtropical. Las masas de aire tropical marítimas se denominan a veces masas de aire comercial. Todos los océanos tropicales, excepto el norte del Océano Índico, tienen extensas zonas de vientos alisios.

## Efectos meteorológicos y de biodiversidad
Las nubes que se forman por encima de las regiones dentro de los regímenes de vientos alisios suelen estar compuestas por cúmulos que se extienden a no más de 4000 m de altura, y que la inversión de los vientos alisios impide que sean más altos. Los vientos alisios se originan más en la dirección de los polos (noreste en el hemisferio norte, sureste en el hemisferio sur) durante la estación fría, y son más fuertes en invierno que en verano. Como ejemplo, la temporada de vientos en las Guyanas, que se encuentran en latitudes bajas de Sudamérica, se produce entre enero y abril. Cuando la fase de la oscilación ártica (AO) es cálida, los vientos alisios son más fuertes en los trópicos. La fase fría de la OA conduce a vientos alisios más débiles. Cuando los vientos alisios son más débiles, las zonas de lluvia son más extensas en las masas terrestres de los trópicos, como América Central.
Durante la mitad del verano en el hemisferio norte (julio), los vientos alisios que se mueven hacia el oeste, al sur de la dorsal subtropical que se mueve hacia el norte, se expanden hacia el noroeste desde el mar Caribe hacia el sureste de Norteamérica (Florida y la costa del Golfo). Cuando el polvo del Sáhara que se desplaza por la periferia sur de la dorsal se desplaza sobre la tierra, se suprimen las precipitaciones y el cielo pasa de tener un aspecto azul a uno blanco, lo que provoca un aumento de las puestas de sol rojas. Su presencia repercute negativamente en la calidad del aire al aumentar el número de partículas en suspensión. Aunque el sureste de Estados Unidos tiene uno de los aires más limpios de Norteamérica, gran parte del polvo africano que llega a Estados Unidos afecta a Florida. Desde 1970, los brotes de polvo han empeorado debido a los períodos de sequía en África. Existe una gran variabilidad en el transporte de polvo hacia el Caribe y Florida de un año a otro. Los eventos de polvo se han vinculado a una disminución de la salud de los arrecifes de coral en todo el Caribe y Florida, principalmente desde la década de 1970.
El Callejón de Juan Prim, también conocido como Juan Primo, es un fenómeno marítimo que se encuentra en la parte oriental de La Gomera, afectado por los vientos alisios del nordeste, especialmente entre abril y septiembre. Estos vientos mencionados en la obra literaria "El collar de caracoles" de Félix Casanova de Ayala, procedentes de la punta de Teno en Tenerife, causan un mar agitado en la zona que se extiende hasta cinco millas antes del puerto de San Sebastián de La Gomera.
Los barcos que viajan desde Los Cristianos, navegando inicialmente en aguas calmadas gracias al resguardo de Tenerife, enfrentan condiciones difíciles al cruzar el Callejón, con vientos laterales y olas agitadas. Las embarcaciones menores deben extremar precauciones para evitar volcar debido a estas condiciones adversas.
El fenómeno se produce porque los vientos chocan con el Pico del Teide y se bifurcan, creando perturbaciones en el mar. Aunque no se conoce con certeza el origen del nombre "Juan Prim", los pescadores locales han utilizado este nombre desde tiempos antiguos para describir este fenómeno.
Cada año, millones de toneladas de polvo sahariano rico en nutrientes cruzan el océano Atlántico, aportando fósforo vital y otros fertilizantes a los agotados suelos amazónicos.